# Imre Ráday
Dans le nom hongrois Ráday Imre, le nom de famille précède le prénom, mais cet article utilise l’ordre habituel en français Imre Ráday, où le prénom précède le nom.
Imre Ráday est un acteur et metteur en scène hongrois.

## Biographie
Il prit des cours d'acteur auprès de Kálmán Rózsahegyi (en) et commença sa carrière au Vörösmarty Színház (hu), puis au Csiky Gergely Színház (Kaposvár).
De 1926 à 1929, il partit à Berlin faire des films pour la UFA.
Après la Seconde Guerre mondiale, il travailla au théâtre national de Hongrie, et, de 1957 à 1970, il fut membre du Théâtre Attila József, avant de partir au Théâtre Thália.

## Galerie

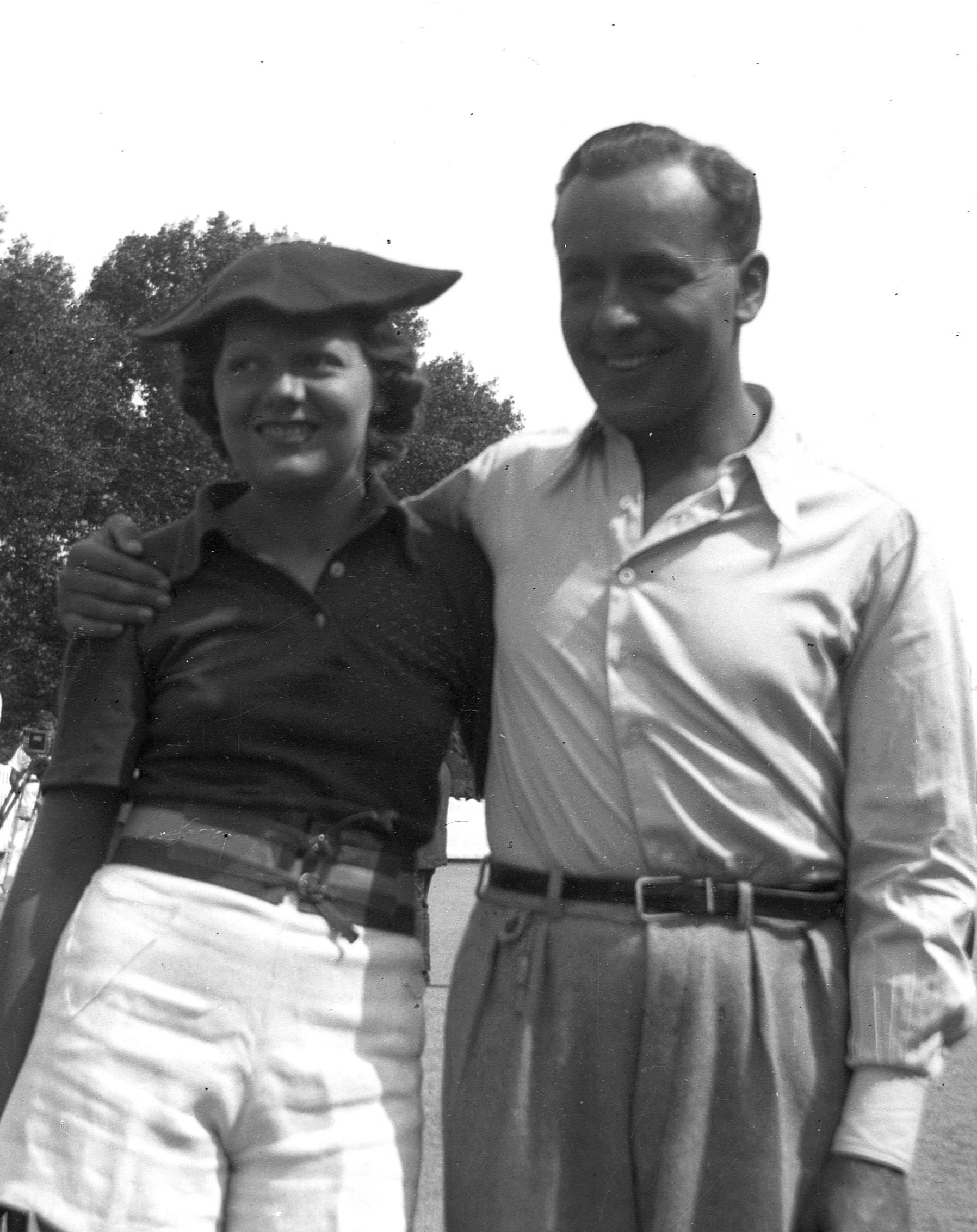
Avec son épouse Mici Erdélyi (en) en 1936 à Balatonföldvár.
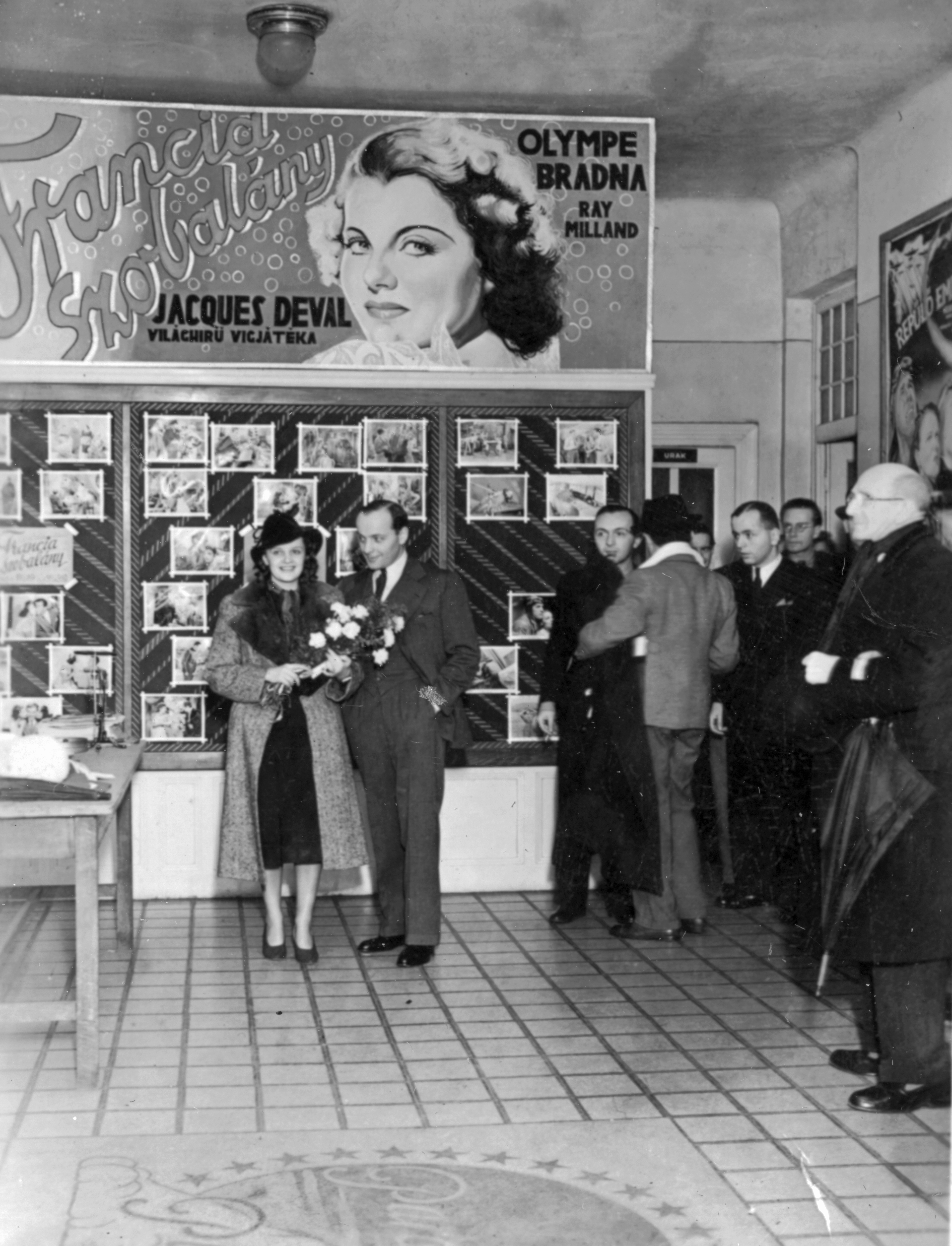
En 1939 à Budapest avec Klári Tolnay. Derrière eux, l'affiche d'un film inspiré d'une pièce de Jacques Deval, Say It in French (en), avec Olympe Bradna et Ray Milland
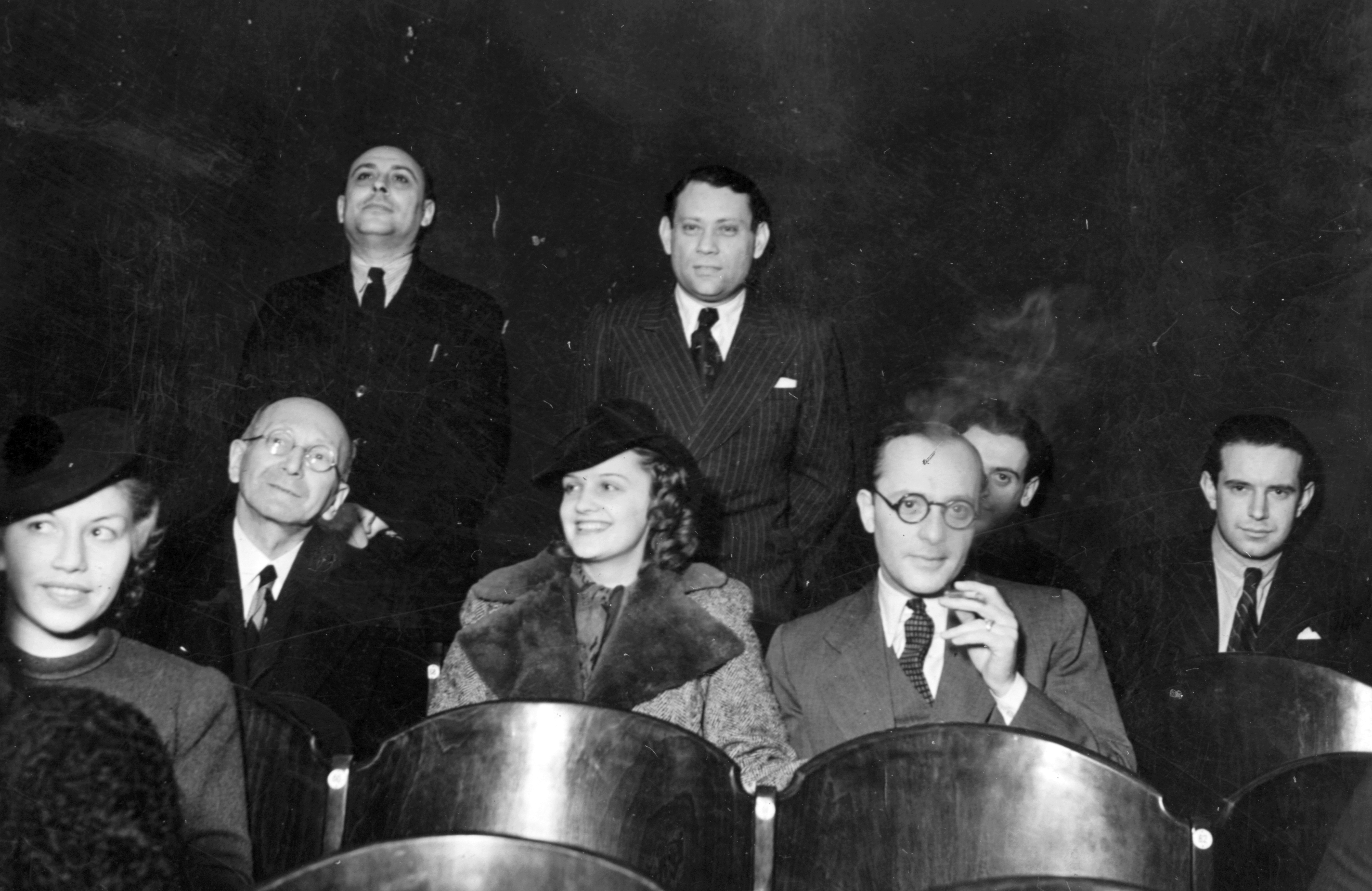
En 1939 avec Ödön Bárdi (eo) et Klári Tolnay
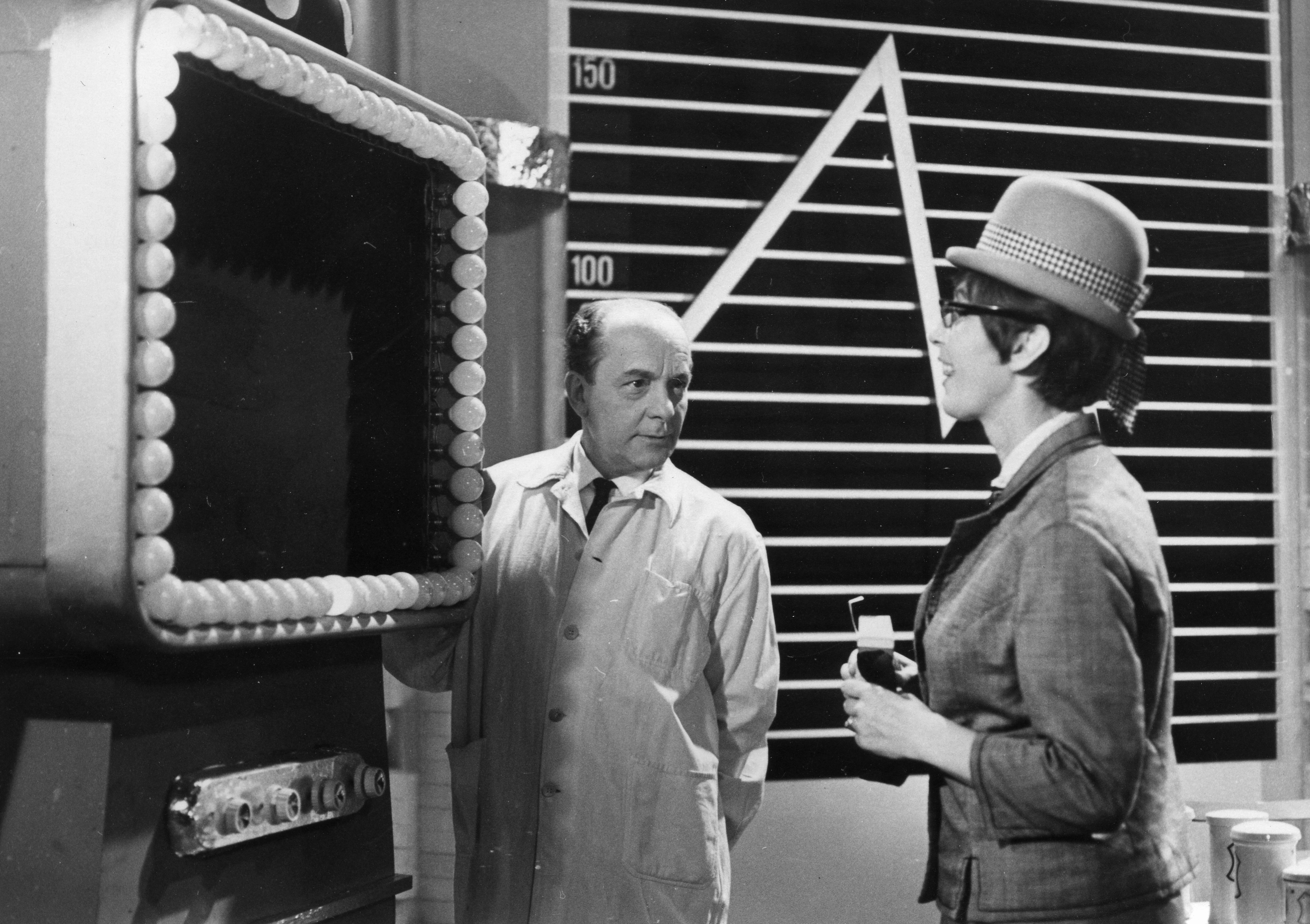
En 1964 avec Irén Psota (en) dans Slágermúzeum
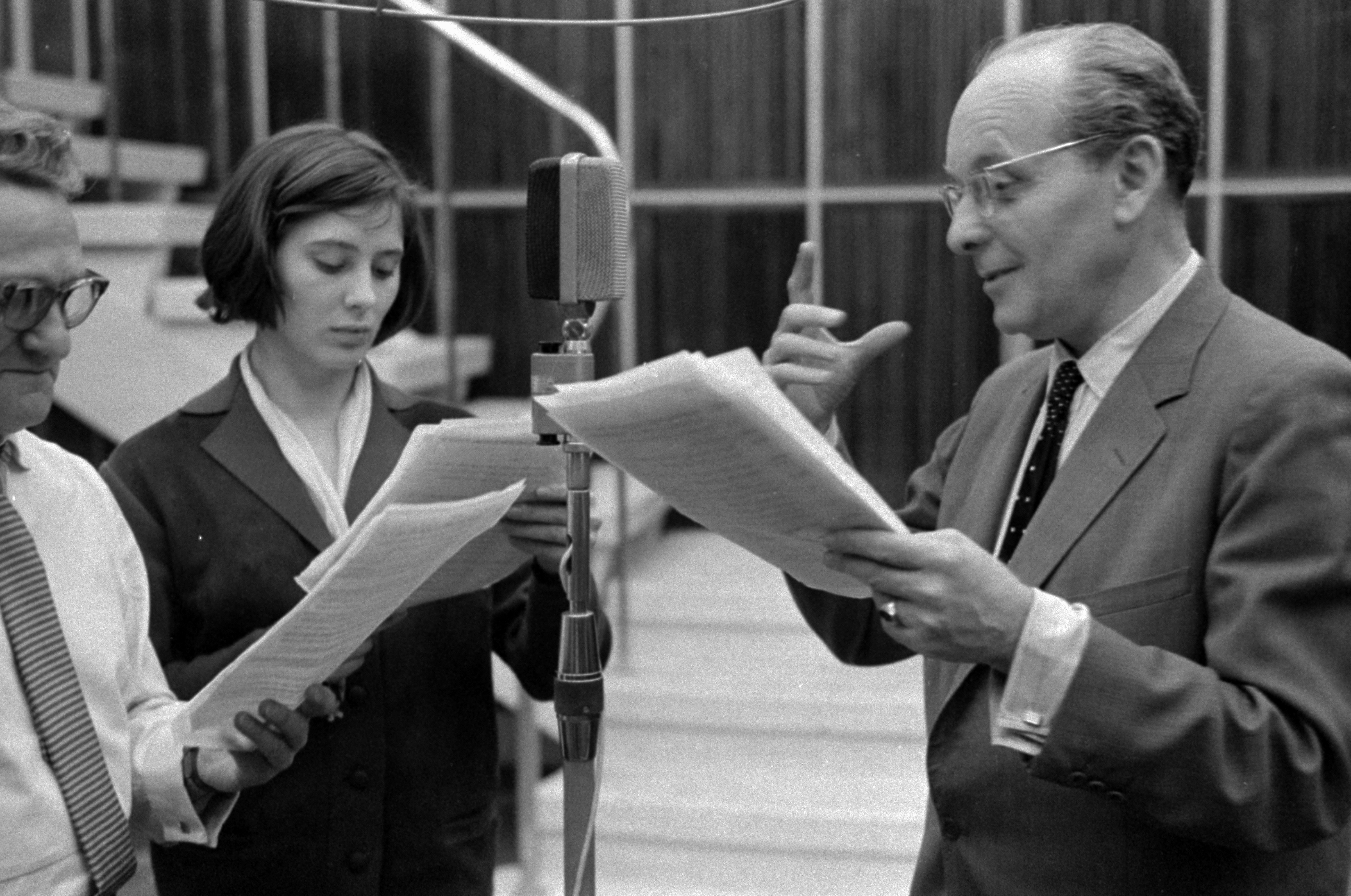
Avec János Rajz et Agárdy Ilona (hu) en 1963

## Filmographie

### Films de la UFA
- 1927 : Au bout du monde
- 1928 : Polizeibericht Überfall

### Filmographie sélective
- 1936 : Pókháló
- 1937 : Ma fille ne fait pas ça
- 1961 : Les cigognes s'envolent à l'aube (Alba Regia) de Mihály Szemes
- 1968 : Les Murs (Falak) d'András Kovács
- 1975 : Où êtes-vous madame Déry ?
- 1979 : L'Éducation de Véra